# SoftBank 302SH
AQUOS PHONE Xx 302SH（アクオスフォン ダブルエックス サンマルニエスエイチ）は、シャープによって開発された、ソフトバンクモバイルの第3.9世代移動通信システム（SoftBank 4G／SoftBank 4G LTE）端末である。SoftBank スマートフォンシリーズのひとつ。OSはAndroid 4.2を搭載している。

## 概要
206SHの後継機種で、狭額縁設計により本体における画面の占有率が約80.5%となっている。ちなみに、スマートフォンにおいて世界一の画面占有率を謳っている。また、先代機種に比べCPUのクロックアップが図られている。
独自機能として、本体のカメラを利用した「翻訳ファインダー」という機能が搭載されており、これは被写体の英語を書きかえるように日本語に翻訳することが可能となっている。
なお、狭額縁設計を優先して先代機種と同様、IGZO液晶ではなくS-CG Silicon液晶を搭載し、バッテリー容量も先代機種の3080mAhから2600mAhに減少している。

## その他機能
| 主な対応サービス       | 主な対応サービス   | 主な対応サービス             | 主な対応サービス                              |
| ---------------------- | ------------------ | ---------------------------- | --------------------------------------------- |
| タッチパネル           | FHD液晶 5.2インチ  | フルブラウザ                 | Hybrid 4G LTE (SoftBank 4G／SoftBank 4G LTE ) |
| バッテリー容量 2600mAh | テザリング         | WiFi                         | GPS                                           |
| 1630万画素カメラ       | ワンセグ／フルセグ | デジタルオーディオプレーヤー | おサイフケータイ／NFC                         |
| Bluetooth              | 赤外線通信         | 緊急速報メール               | 防水／防塵                                    |

## 歴史
- 2013年9月30日 - ソフトバンクモバイルより発表。
- 2013年11月22日 - 事前予約開始。
- 2013年12月6日 - 発売開始。